# Cliff Levingston
{{Ficha de deportista
| deporte = Baloncesto
| imagen = 
| nombre = Cliff Levingston
| nombrecompleto = Clifford Eugene Levingston
| apodo = "Cliff"
| fecha nacimiento = 4 de enero de 1961 (64 años)
| lugar nacimiento = San Diego, California  Estados Unidos
| fecha fallecimiento = 
| lugar fallecimiento = 
| altura = 2,03 m (6′ 8″)
| peso = 95 kg (209 lb)
| universidad = Wichita State (1979–1982)
| draft de la nba = 1.ª ronda (puesto 9), 1982 por Detroit Pistons
| club = Retirado
| liga = NBA
| posición = Ala-Pívot
| equipos =
- Detroit Pistons (1982-1984)
- Atlanta Hawks (1984-1990)
- Chicago Bulls (1990-1992)
- PAOK Salónica BC (1992-1993)
- Virtus  Pallacanestro Bologna (1993)
- Denver Nuggets (1994-1995)

| títulos = 
- Mejor quinteto de la Missouri Valley Conference (1981 y 1982)
- [[Campeón de la [BA]] (1991 y 1992)
- Campeón de la Lega Basket Serie A (1994)
- Entrenador del año de la USBL (2002)

}}
Clifford Eugene Levingston (San Diego, California, 4 de enero de 1961) es un exjugador y entrenador de baloncesto estadounidense que disputó 11 temporadas en la NBA y otras dos en el baloncesto europeo. Con 2,03 metros de estatura, jugaba en la posición de ala-pívot.

## Trayectoria deportiva

### Universidad
Jugó durante 3 temporadas con los Shockers de la Universidad Estatal de Wichita, donde coincidió con Antoine Carr, formando una pareja letal en ataque. Fue elegido en dos ocasiones en el mejor quinteto de la Missouri Valley Conference, y acabó siendo el cuarto máximo reboteador de la historia de su universidad. En el total de su carrera colegial promedió 16,2 puntos y 10,6 rebotes por partido.

### Profesional
Fue elegido en la novena posición del Draft de la NBA de 1981 por Detroit Pistons, donde jugó durante dos temporadas, para ser traspasado en 1984 a Atlanta Hawks, donde desarrolló la mayor parte de su carrera, y donde coincidió con jugadores de la talla de Dominique Wilkins, Doc Rivers y Kevin Willis. Su primer año con los Hawks fue el mejor a efectos de estadísticas, promediando 9,8 puntos y 7,6 rebotes por partido.
Tras seis temporadas en Atlanta, en 1990 ficha por los Chicago Bulls de Michael Jordan y Scottie Pippen, con los que consiguió sus dos anillos de campeón de la NBA en las dos temporadas que permaneció allí.
En 1993 decide irse a jugar a Grecia, concretamente al PAOK Salónica BC, con los que llegó a jugar la Final Four de la Euroliga. Regresó a la NBA en 1994, firmando con los Denver Nuggets, donde jugaría su última temporada como profesional, retirándose a los 34 años.
En el total de su carrera en la NBA promedió 7,1 puntos y 5,2 rebotes por partido.

### Entrenador
Tras retirarse como jugador en activo, fue entrenador principal y asistente en diversos equipos de la CBA y de la USBL, sendo nombrado Entrenador del Año de esta última competición en 2002. Llegó incluso a ser entrenador asistente de los Harlem Globetrotters en 2004. Al año siguiente ficha por St. Louis Flight de la ABA, para posteriormente regresar a la CBA.

## Estadísticas de su carrera en la NBA
|  | Denota temporada en la que ganó un campeonato de la NBA |

### Temporada regular
| Año     | Equipo  | PJ  | PT  | MPP  | %TC  | %3P  | %TL  | RPP | APP | ROB | TPP | PPP  |
| ------- | ------- | --- | --- | ---- | ---- | ---- | ---- | --- | --- | --- | --- | ---- |
| 1982-83 | Detroit | 62  | 5   | 14.2 | .485 | .000 | .571 | 3.7 | .8  | .4  | .6  | 5.6  |
| 1983-84 | Detroit | 80  | 24  | 21.8 | .525 | .000 | .672 | 6.8 | 1.4 | .6  | 1.0 | 7.3  |
| 1984-85 | Atlanta | 74  | 53  | 27.3 | .527 | .000 | .653 | 7.6 | 1.4 | .9  | .9  | 9.8  |
| 1985-86 | Atlanta | 81  | 35  | 24.0 | .534 | .000 | .678 | 6.6 | .9  | .9  | .5  | 9.3  |
| 1986-87 | Atlanta | 82  | 10  | 22.5 | .506 | .000 | .731 | 6.5 | .5  | .6  | .8  | 8.0  |
| 1987-88 | Atlanta | 82  | 32  | 26.0 | .557 | .500 | .772 | 6.1 | .9  | .6  | 1.0 | 10.0 |
| 1988-89 | Atlanta | 80  | 52  | 27.3 | .528 | .200 | .696 | 6.2 | .9  | 1.2 | .9  | 9.2  |
| 1989-90 | Atlanta | 75  | 5   | 22.7 | .509 | .200 | .680 | 4.3 | 1.1 | .7  | .5  | 6.9  |
| 1990-91 | Chicago | 78  | 0   | 13.0 | .450 | .250 | .648 | 2.9 | .7  | .4  | .6  | 4.0  |
| 1991-92 | Chicago | 79  | 0   | 12.9 | .498 | .167 | .625 | 2.9 | .8  | .3  | .6  | 3.9  |
| 1994-95 | Denver  | 57  | 0   | 8.2  | .423 | .000 | .422 | 2.2 | .5  | .2  | .4  | 2.3  |
| Total   | Total   | 830 | 216 | 20.4 | .516 | .152 | .676 | 5.2 | .9  | .6  | .7  | 7.1  |

### Playoffs
| Año   | Equipo  | PJ | PT | MPP  | %TC  | %3P   | %TL  | RPP | APP | ROB | TPP | PPP |
| ----- | ------- | -- | -- | ---- | ---- | ----- | ---- | --- | --- | --- | --- | --- |
| 1984  | Detroit | 5  |    | 20.2 | .789 | —     | .625 | 4.8 | .2  | .2  | .4  | 8.0 |
| 1986  | Atlanta | 9  | 0  | 20.0 | .595 | 1.000 | .778 | 4.6 | .3  | .4  | 1.0 | 5.8 |
| 1987  | Atlanta | 9  | 0  | 12.0 | .389 | .000  | .778 | 3.8 | .3  | .0  | .3  | 3.1 |
| 1988  | Atlanta | 12 | 0  | 13.6 | .480 | —     | .750 | 2.2 | .6  | .4  | .4  | 5.0 |
| 1989  | Atlanta | 5  | 0  | 15.4 | .273 | 1.000 | .900 | 3.4 | .4  | .0  | .6  | 3.2 |
| 1991  | Chicago | 17 | 0  | 11.3 | .512 | —     | .500 | 2.4 | .4  | .6  | .4  | 2.6 |
| 1992  | Chicago | 22 | 0  | 8.7  | .439 | .000  | .500 | 1.9 | .4  | .2  | .3  | 2.9 |
| 1995  | Denver  | 3  | 0  | 11.7 | .500 | —     | .500 | 3.0 | .3  | 1.0 | .7  | 2.3 |
| Total | Total   | 82 | 0  | 12.8 | .502 | .500  | .667 | 2.8 | .4  | .3  | .5  | 3.8 |

## Vida personal
Es primo del también exjugador de la NBA, Cory Carr.
Y también primo del que fuera jugador de la MLB, Mark McLemore.
El 10 de junio de 2003 fue sentenciado a 4 meses de cárcel y al pago de 123.000 dólares por impago de la pensión de manutención de su hijo de 17 años.